# Polleniopsis toxopei
Polleniopsis toxopei är en tvåvingeart som först beskrevs av Senior-white 1926.  Polleniopsis toxopei ingår i släktet Polleniopsis och familjen spyflugor. Inga underarter finns listade i Catalogue of Life.